# Адами, Валерио
Валерио Адами (ит. Valerio Adami, род. 17 марта 1935 г. Болонья) — современный итальянский художник, уже длительное время живущий и работающий во Франции. Один из крупнейших итальянских представителей искусства поп-арт.

## Жизнь и творчество
В.Адами начинает изучать живопись в 1945 году под руководством художника Феличе Карена. В 1951 он — по совету Оскара Кокошки — поступает в миланскую Академию ди Брера, где учится до 1954 года в классе неоклассициста Ахилле Фуни. В 1955 году молодой художник приезжает в Париж. Здесь он подпадает под творческое влияние таких мастеров-сюрреалистов, как Роберто Матта и Вифредо Лам. Первая персональная выставка В.Адами прошла в 1959 году в Милане. В 1962 он вступает в брак с Камиллой, бывшей, как и он сам, выпускницей Академии ди Брера. Первые свои работы Ф.Адами пишет в экспрессивной манере, в стиле комикса.
В 1964 году В.Адами принимает участие в международной выставке современного искусства documenta III в западногерманском Касселе. К этому времени у него создаётся своя собственная, оригинальная манера живописи, берущая своё начало во французском клуазонизме. В 1965 художник принимает участие в парижской выставке La Figuration Narrative (Нарративная фигуративная живопись), ставшей своего рода французским ответом на вызовы американского стиля поп-арт. Во второй половине 1960-х Адами создаёт для нью-йоркского отеля «Челси» (Chelsea Hotel) большую серию социально-критических по содержанию картин. В 1968 году эти работы были представлены В.Адами на биеннале в Венеции. Содержание каталога для этого собрания Адами на биеннале пишет классик латиноамериканской литературы Карлос Фуэнтес. В 1967—1968 годах, под влиянием антикапиталистических выступлений левой молодёжи и студенчества в Западной Европе, художник посещает Кубу, Венесуэлу и Мексику, и после возвращения в Европу активнее занимается социальной тематикой. В 1971 году В.Адами, совместно со своим братом Джанкарло, снимает фильм Vacances dans le Desert. В 1974 он, совместно с немецким поэтом Гельмутом Гейсенбюттелем, выпускает в Мюнхене поэму «Das Reich» с 10 литографиями своей работы. В 1977 году В.Адами выставляется на documenta 6, в отделе графики.
Являясь признанным столпом западного постмодернизма в живописи, работы В.Адами становятся своего рода объектом философской рефлексии (Жак Деррида, Мишель Онфре, Юбер Дамиш, Жан-Франсуа Лиотар, Жиль Делёз). Ряд крупнейших писателей современности — в том числе Карлос Фуэнтес, Октавио Пас, Итало Кальвино, Антонио Табукки и др. — создавали произведения под влиянием «литературной живописи» художника. В.Адами становится членом Международного философского коллежа и кавалером ордена Почётного легиона. В 2005 году он создаёт в городке Мейна, у озера Лаго-Маджоре, «Европейский фонд Адами» (Fondazione europea del disegno — Fondation Adami), занимающийся как творческим наследием художника, так и изучением законов графического искусства и его преподавания.
Первая большая ретроспективная выставка работ В.Адами прошла в 1970 году в Париже, Музее современного искусства. В 1985, к его пятидесятилетию, большая ретроспективная экспозиция была организована в Центре Помпиду, а затем показана в Палаццо Реале в Милане. Выставки произведений В.Адами проводились — кроме прочих — в музеях Токио, Тель-Авива, Валенсии, Сиены, Бохума, Буэнос-Айреса, Флоренции, Афин, Локарно, Майами, Валенсии. В 2011 его работы были представлены в итальянском павильоне венецианского биеннале. Одними из наиболее известных его произведений являются две монументальные картины в павильоне парижского Аустерлицского вокзала и росписи в фойе театра Шатле в Париже.

## Дополнения
- Биография и произведения
- Биография, его работы и выставки
- Каталог работ В.Адами